# Seguridad en el ciclismo

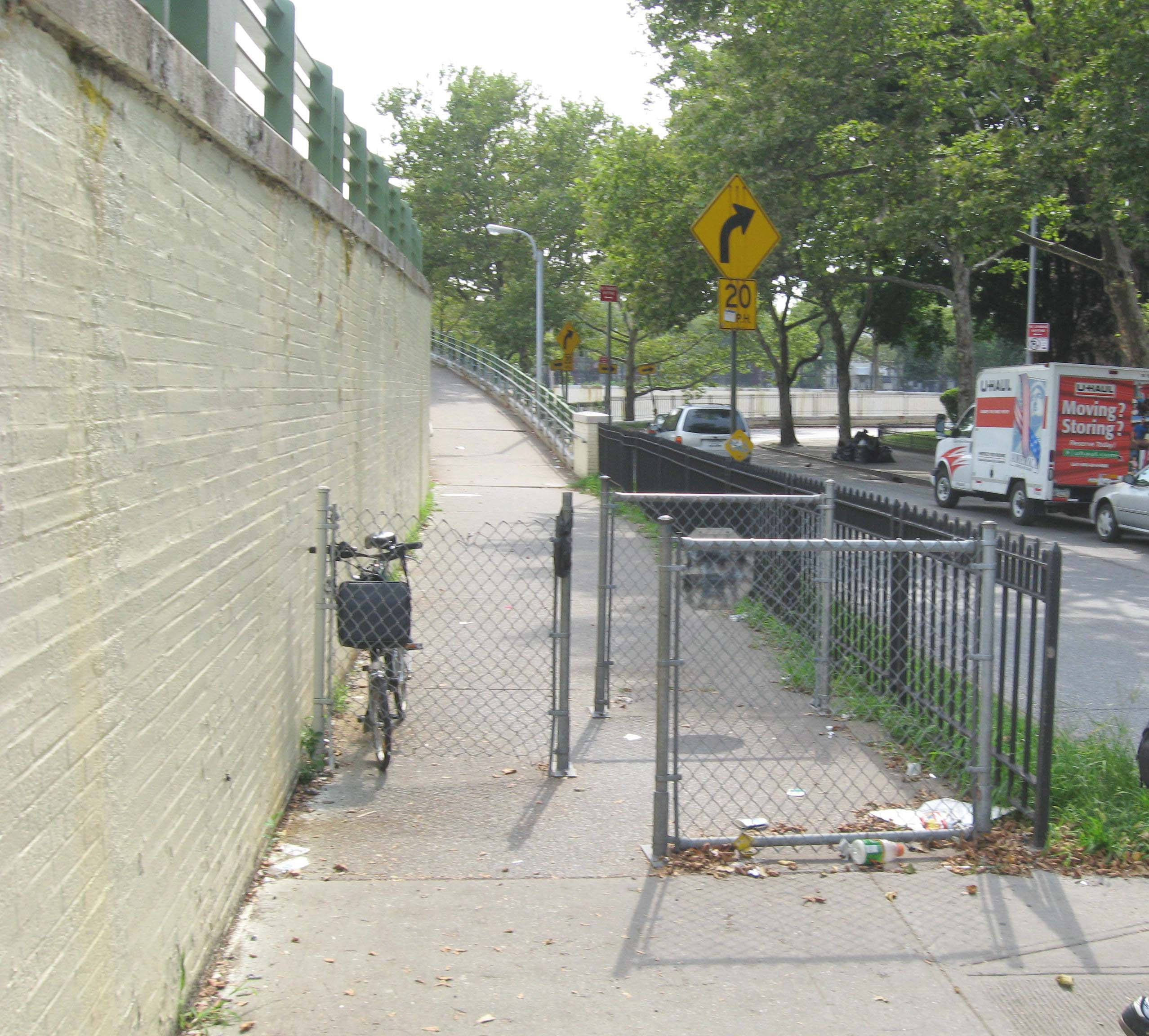
Una subida en la ciclovia para desacelerar cuando se ingresa a una ruta abierta

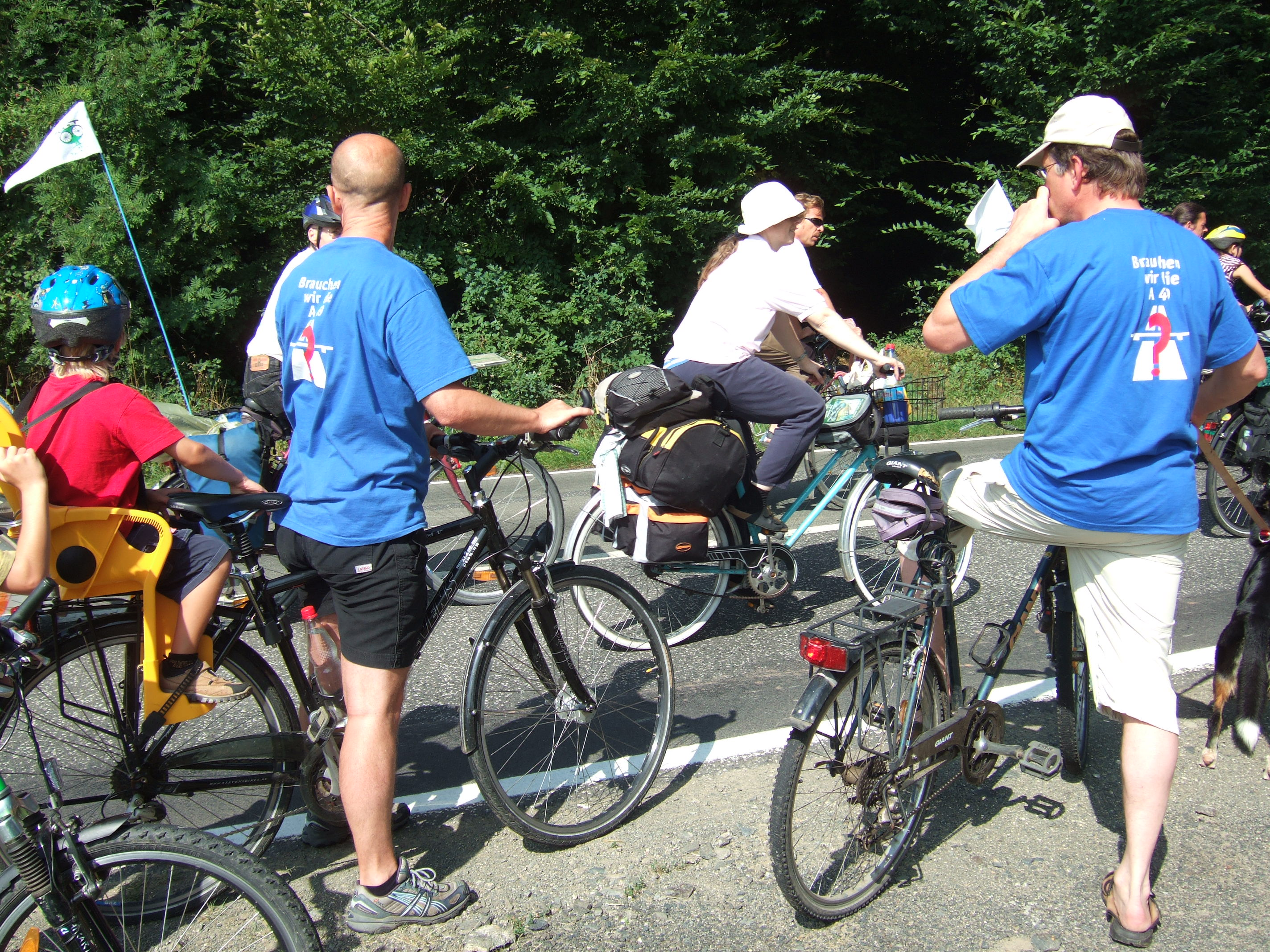
Bicicleta con un asiento de seguridad para niños

Seguridad en ciclismo son las prácticas designadas para reducir el riesgo asociado con el ciclismo. Actualmente son frecuentes los debates donde la discusión de si el uso de casco de ciclismo realmente aumentan la seguridad en esta práctica, sin embargo todos los peligros inherentes a esta actividad pueden controlarse con las respectivas barreras disponibles(luces, frenos en buen estado, dispositivos reflectivos, mantenimiento oportuno), o las medidas de recuperación si se produce un accidente(casco, guantes, coderas). Estas medidas tienen un efecto directo en la reducción del número y/o consecuencias de los accidentes en el ciclismo. 

## Accidentes
El primer accidente registrado es probablemente una colisión en 1842, reportado entre Kirkpatrick McMillan un ciclista  del velocípedo, y una joven en Glasgow. El reporte es vago, sin embargo la identificación es disputada.
Aun, accidentes menores de ciclismo que no involucran hospitalización, pueden causar importantes costos al ciclista o a la sociedad . Un programa belga llamado SHAPES ha estimado recientemente el costo de 12 €-cent por kilómetro pedaleado.

### Tipos de Accidentes
Las colisiones con vehículos son los accidentes con consecuencias de mayor daño para los ciclista. Estos accidentes se producen en muchos casos por no dar preferencia al ciclista de manera general, ejemplos de estas situaciones son cuando un vehículo desea rebasar a otro invadiendo el carril donde se encuentra el ciclista que viene en sentido contrario, o también ocurren cuando un vehículo rebasa al ciclista sin respetar la distancia de 1.5 metros que es el espacio mínimo necesario que se debe mantener entre el ciclista y un vehículo. 
Existen otros tipos de accidentes en ciclismo que pueden ser evitados tomando la decisión de seguridad adecuada, de acuerdo al tipo de escenario que se presente, que generalmente está vinculado con el tipo de terreno o desnivel. 
Se puede atribuir un alto porcentaje de accidentes al frenado abrupto de la rueda delantera de la bicicleta, en los casos que se tiene una velocidad relativamente alta(20 a 30 km/h). Las causas pueden ser: un cambio brusco en el terreno, como por ej. el ripio-arena, erosiones que pueden enganchar la rueda delantera, o por la acción de frenar bruscamente utilizando solo el freno delantero de la bicicleta.  Esta desaceleración produce la expulsión del ciclista por el efecto de la inercia adquirida y, como consecuencia, las lesiones producidas al hacer contacto con el suelo, en primera instancia pueden ser: las manos, que se utilizan para amortiguar la caída, pueden ser muy dañadas en el caso de que el accidente no permita al ciclista, por el acto reflejo, amortiguar la caída con las manos. Los hombros y la clavícula son los encargados de disipar la energía y -por último- los golpes en las costillas. 
Existen accidentes que se presentan también en las competencias de ciclismo ya que recientemente por el grado de exposición necesaria para que sea una profesión redituable, se tiene en la caravana numerosa que acompaña a los ciclistas la cual conforman los patrocinadores, organizadores, equipos de apoyo y prensa, en marzo de 2016 se tuvo un accidente registrado con un motorizado de la prensa y un competidor que ocurrió en Francia el cual tuvo consecuencias fatales para el competidor Antoine Demoitié

## Equipo

### Ciclovías o vías seguras
Para el uso seguro de bicicleta como medio de transporte, el principal requisito es la presencia de condiciones de uso seguras, es decir, ciudades con tráfico calmado o bien ciclovías separadas del tráfico a motor, principal fuente de daños para los usuarios.

### Cascos
En Estados Unidos, en la mayoría de las jurisdicciones, los niños menores de trece años deben usar cascos de ciclismo mientras manejan una bicicleta.
Si bien en muchos países no está regulada el uso del casco en el ciclismo, por razones de protección personal es obligatorio el uso de cascos. 
Existen diferentes recomendaciones de cada fabricante para el uso de cascos, pero generalmente una vez que un casco ha protegido la cabeza en un accidente y ha sufrido un impacto, debe ser reemplazado, pues es posible que no se pueda verificar la integridad mecánica del mismo, ya que pueden existir fisuras dentro de él.

### Luces
Faroles delanteros y traseros deberían montarse en la bicicleta o ser vestidos por el ciclista para el ciclismo nocturno.

## Seguridad rural
Impactos traseros a ciclistas son los tipos de colisiones más prominentes en caminos rurales o troncales. Cuando ocurren estos tipos de accidentes, se asocian a un elevado riesgo de fatalidad a consecuencia del mismo. Los datos colectados por OECD indican que el 35% de las fatalidades ocurren en las áreas rurales de Dinamarca, Finlandia, Francia, Gran Bretaña, Japón, Holanda y España